# Schottische Badmintonmeisterschaft 1936
Die Schottische Badmintonmeisterschaft 1936 fand in Dunfermline statt. Es war die 23. Austragung der nationalen Meisterschaften von Schottland im Badminton.	

## Titelträger
| Disziplin    | Sieger                         |
| ------------ | ------------------------------ |
| Herreneinzel | nicht ausgetragen              |
| Dameneinzel  | nicht ausgetragen              |
| Herrendoppel | E. D. Ballantine C. Skirving   |
| Damendoppel  | G. A. Matheson C. B. Alison    |
| Mixed        | Edward W. Wilson G. A. Bingham |